# Hadrosauridae
Hadrosauridi (čeleď Hadrosauridae) byli velmi rozšířenou čeledí ptakopánvých dinosaurů, tzv. kachnozobých dinosaurů. Patřili do nadčeledi Hadrosauroidea a představovali dominantní formy býložravců v mnoha pozdně křídových ekosystémech severních kontinentů. Jméno dal této skupině první rozeznaný taxon, Hadrosaurus foulkii, popsaný roku 1858 z východu USA.

## Popis a význam
Žili především v pozdní křídě a hráli roli dominantních býložravců tohoto posledního období existence dinosaurů. Jejich pozůstatky jsou dnes známy z Asie, Evropy i Severní Ameriky. Patří mezi vývojově vyspělé ptakopánvé dinosaury a jejich předky byli dinosauři z příbuzenstva rodu Iguanodon. Tato čeleď se dělí do dvou podčeledí - Hadrosaurinae a Lambeosaurinae (kteří vykazují přítomnost hlavových útvarů vzhledu hřebenů nebo trubic). Největší zástupci této skupiny, jako čínský rod Shantungosaurus nebo severoamerický Lambeosaurus mohli dosahovat délky až 17 metrů a hmotnosti přes 10 (možná však až kolem 20) tun. Dinosauři z této skupiny patří mezi nejlépe dochované zkameněliny této skupiny živočichů vůbec.
Jejich geografické rozšíření v období pozdní křídy bylo značné a zahrnovalo velkou část Severní Ameriky, Evropy i Asie. Ačkoliv se jednalo ve velké většině případů o obyvatele severní polokoule, existují také fosilie druhů, obývajících pevniny jižního superkontinentu Gondwany. Zejména se jednalo o argentinské rody Secernosaurus, Willinakaqe a Bonapartesaurus. Velmi rozšířenou skupinou byli například lambeosaurini, známí z území několika kontinentů.

## Dinosauří mumie
Tzv. dinosauří mumie patří právě hadrosauridům, především rodům Edmontosaurus a Brachylophosaurus. U skvěle zachovaných jedinců, známých jako "Leonardo" (stáří 77 milionů let) a "Dakota" (67 milionů let) byly objeveny i obrysy vnitřních orgánů a svalstva nebo otisky kůže. Výjimečně se mohou dochovat i původní proteiny ve fosiliích těchto dinosaurů (např. u exempláře brachylofosaura s označením MOR 2598). V některých případech je dochována textura kůže v trojrozměrném provedení a umožňuje také podrobný histologický výzkum.
Neobvykle dobře dochovaný fosilní otisk kůže hadrosauridního dinosaura byl předběžně formálně popsán také koncem roku 2019. Exemplář s katalogovým označením YPMPU 016969 představuje otisk z boku (trupu) hadrosaurida a poskytuje cenné informace o stavbě a tloušťce kůže hadrosauridů i o jejím někdejším zbarvení a struktuře.
Jak ukázaly novější výzkumy, tito skvěle dochovaní fosilní jedinci nemusí být tak velkou raritou, za jakou byli dříve považováni. K dochování tzv. měkkých tkání nejspíše nebylo třeba výjimečných podmínek při fosilizaci.

## Paleobiologie

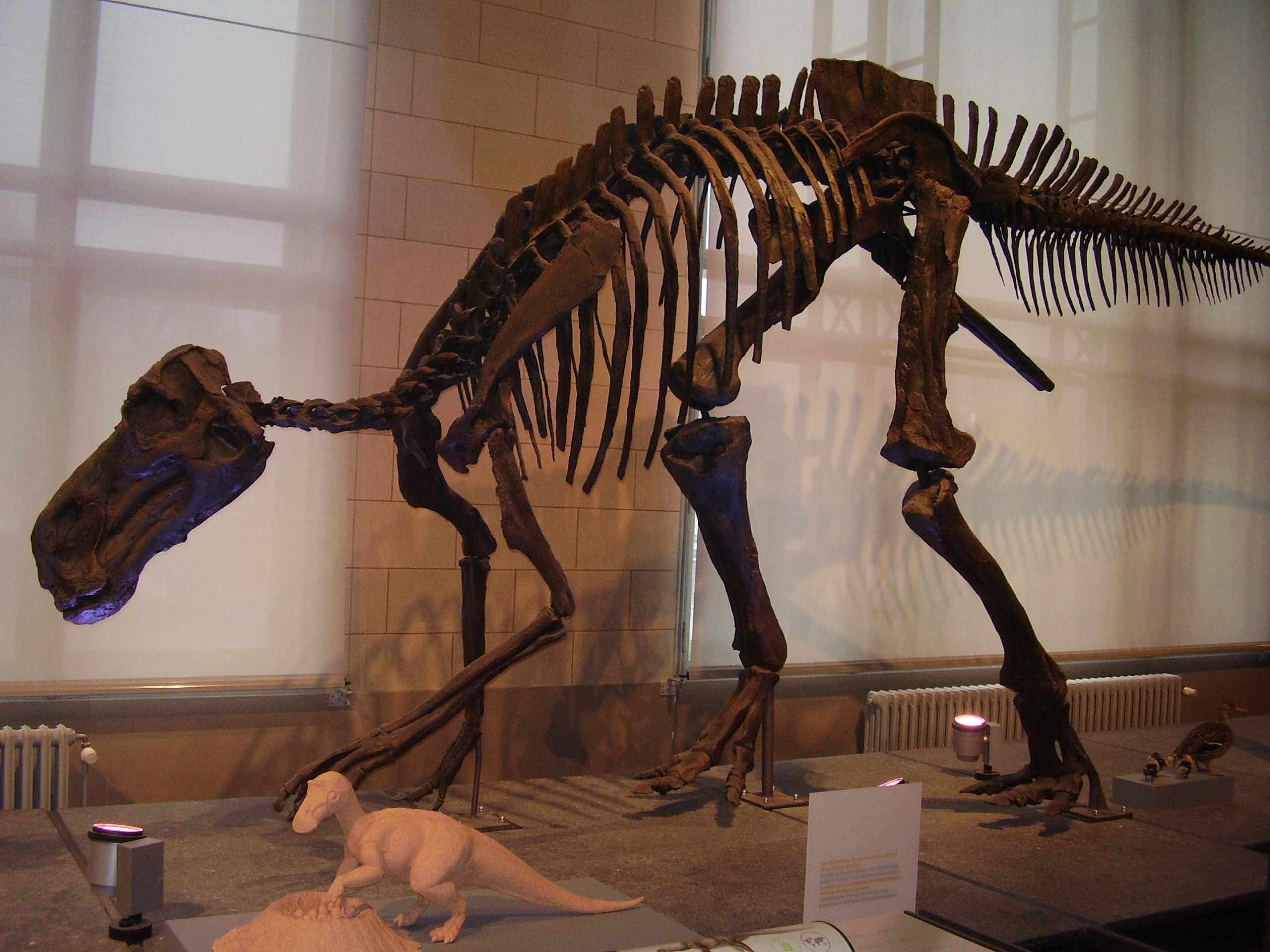
Kostra dospělce druhu Maiasaura peeblesorum, severoamerického kachnozobého dinosaura.

Původně se paleontologové domnívali, že hadrosauridi byli výbornými plavci, kteří se ve vodě poháněli pohyby mohutného ocasu a k plavání jim sloužila i prstová blána, o jejíž přítomnosti zdánlivě svědčily některé fosilie. Dnes předpokládáme, že kachnozobí dinosauři byli téměř výlučně po suché zemi se pohybující obratlovci. V roce 2008 bylo novým podrobným výzkumem zjištěno, že hadrosauridi z podčeledi Lambeosaurinae se pravděpodobně dorozumívali táhlými bučivými zvuky, které vydávali pomocí výrazných "hřebenů" na hlavě. Ty sloužily patrně jako rezonanční komory pro zesílení intenzity táhlých bučivých zvuků.
Bylo také zjištěno, že tito dinosauři velmi rychle rostli, neboť z původní délky kolem 0,8 metru po vylíhnutí dosahovali dospělé délky kolem 9 a více metrů již během 7. nebo 8. roku života. Rostli tedy podstatně rychleji než například draví teropodní dinosauři tyranosauridi. Jak ukázaly objevy sérií stop, někteří hadrosauridi pochodovali v "rodinných" stádech s různě starými (a tedy velkými) jedinci. Přečkávali také polární zimu.  Velkou úlohu v evolučním úspěchu této skupiny zřejmě sehrály zubní baterie hadrosauridů, umožňující velmi efektivní mechanické zpracování tuhé rostlinné potravy. V roce 2017 byla publikována vědecká studie, podle které hadrosauridi na území dnešního Utahu v době před 75 miliony let pojídali s rozkládající se dřevní hmotou i velké suchozemské korýše, přičemž jejich pozření jim snad mohlo doplňovat vápník a další potřebné látky. Dentální baterie hadrosauridů byly do značné míry unikátní a vykazovaly jistý stupeň dynamického pohybu. Navzdory běžně tradovanému názoru se ramfotéka hadrosauridů nepodobala kachnímu zobáku a jejich označení "kachnozobí" dinosauři tak není příliš přesné. Objev ze Španělska ukázal, že hadrosauridi žili ve skupinách s převažujícím množstvím mláďat a menším počtem plně dospělých jedinců.
Výzkum histologie fosilních kostí mongolských hadrosauridů dokazuje, že u obřích druhů zřejmě evolucí došlo k nahrazení přerušovaného růstu kontinuálním, který vedl k dosažení obřích rozměrů u rodů, jako je Shantungosaurus, Edmontosaurus, Saurolophus a dalších.
V roce 2020 byla publikována studie o identifikaci histiocytózy Langerhansových komůrek ve fosilních kostech hadrosaurida, formy benigního kostního karcinomu, známého i u člověka. Objev fosilních obratlů s vetknutými fragmenty tyranosauřích zubů odhalil, že hadrosauridi pravděpodobně neměli meziobratlové ploténky. Kachnozobí dinosauři obecně trpěli relativně vysokým výskytem kostních tumorů, které jsou jako jediné dobře zjistitelné i z fosilního záznamu.
Zkamenělá vajíčka hadrosauridů jsou známá již dlouhou dobu. Patří mezi ně také oorod Stromatoolithus.

## Migrace a stádní chování
Výzkum chemického složení zubů hadrosauridů z Utahu naznačuje, že stádní chování hadrosauridů do značné míry ovlivňovaly sezónní záplavy. Populace vzdálené od sebe pouze 5 až 15 kilometrů tak pravděpodobně využívaly jiné zdroje potravy ve své ekologické nice. Obvykle tito dinosauři migrovali na vzdálenost maximálně kolem 80 kilometrů, nikoliv na celé tisíce kilometrů, jak bylo dříve některými badateli předpokládáno. Ukázal to výzkum izotopů stroncia u fosilií kachnozobých dinosaurů v kanadské Albertě.

## Zástupci skupiny
- Čeleď Hadrosauridae
  - Podčeleď Hadrosaurinae
  - Podčeleď Saurolophinae
  - Podčeleď Lambeosaurinae
    - Pochybné taxony
      - Arstanosaurus
      - Cionodon
      - Claosaurus
      - Diclonius
      - Dysganus
      - Mandschurosaurus
      - Microhadrosaurus
      - Orthomerus
      - Pteropelyx
      - Thespesius
      - Trachodon